# (18984) Olathe
(18984) Olathe est un astéroïde de la ceinture principale.

## Description
(18984) Olathe est un astéroïde de la ceinture principale. Il fut découvert le 2 septembre 2000 à Olathe (Kansas) par Larry Robinson. Il présente une orbite caractérisée par un demi-grand axe de 3,25 UA, une excentricité de 0,03 et une inclinaison de 14,1° par rapport à l'écliptique.

## Compléments